# Дуничев, Николай Васильевич
Николай Васильевич Дуничев (1919—1944) — красноармеец Рабоче-крестьянской Красной Армии, участник Великой Отечественной войны, Герой Советского Союза (1945).

## Биография
Николай Дуничев родился 19 декабря 1919 года в посёлке Плавск (ныне — город в Тульской области). После окончания неполной средней школы работал в системе коммунального хозяйства. В 1943 году Дуничев был призван на службу в Рабоче-крестьянскую Красную Армию. С того же года — на фронтах Великой Отечественной войны. К июню 1944 года красноармеец Николай Дуничев был разведчиком взвода пешей разведки 334-го стрелкового полка 47-й стрелковой дивизии 6-й гвардейской армии 1-го Прибалтийского фронта. Отличился во время освобождения Витебской области Белорусской ССР.
25 июня 1944 года Дуничев принимал активное участие в бою за железнодорожную станцию «Оболь» и деревню Захарово Шумилинского района. Он лично уничтожил немецкую самоходную артиллерийскую установку «Фердинанд», способствовав продвижению вперёд подразделения, и несколько десятков солдат и офицеров противника. В том бою Дуничев погиб.
Указом Президиума Верховного Совета СССР от 24 марта 1945 года красноармеец Николай Дуничев посмертно был удостоен высокого звания Героя Советского Союза. Также был награждён орденами Ленина и Славы 3-й степени.
В честь Дуничева в Плавске названа улица и установлена стела, также на месте его гибели установлен обелиск.